# Rankovce
Rankovce – wieś (obec) na Słowacji położona w kraju koszyckim, w powiecie Koszyce-okolice. Pierwsze wzmianki o miejscowości pochodzą z roku 1332. 
Według danych z dnia 31 grudnia 2012, wieś zamieszkiwało 745 osób, w tym 370 kobiet i 375 mężczyzn.
W 2001 roku rozkład populacji względem narodowości i przynależności etnicznej wyglądał następująco:
- Słowacy – 95,13%
- Czesi – 0,18%
- Romowie – 4,33%
- Węgrzy – 0,36%

Ze względu na wyznawaną religię struktura mieszkańców kształtowała się w 2001 roku następująco:
- Katolicy rzymscy – 23,83%
- Grekokatolicy – 0,54%
- Ewangelicy – 65,7%
- Ateiści – 0,54%
- Nie podano – 1,99%